# Pristavica (Rogaška Slatina, Slovenija)
Pristavica je naselje u slovenskoj Općini Rogaškoj Slatini. Pristavica se nalazi u pokrajini Štajerskoj i statističkoj regiji Savinjskoj. 

## Stanovništvo
Prema popisu stanovništva iz 2002. godine naselje je imalo 65 stanovnika.